# Jalasjärvi
Jalasjärvi – dawna gmina w Finlandii, położona w zachodniej części państwa, należąca do regionu Ostrobotnia Południowa. 1 stycznia 2016 roku została włączona do gminy Kurikka.
W momencie fuzji gminę zamieszkiwało 7776 osób.